# طوقان (جنس)
الطوقان (الاسم العلمي: Ramphastos) هو جنس من الطيور يتبع الفصيلة الطوقانية من رتبة نقاريات الشكل.

## أنواع طائر الطوقان
- طوقان كبريتي
- طوقان قصير
- طوقان قنواتي المنقار
- طوقان أخضر المنقار
- طوقان ملتبس
- طوقان أبيض الحنجرة
- طوقان توكو